# Droga wojewódzka nr 553
Droga wojewódzka nr 553 (DW553) – droga wojewódzka prowadząca z Torunia (DK80) do m. Wybcz (DW551), o długości 21 km.         Droga w całości biegnie na terenie powiatu toruńskiego.

## Miejscowości leżące przy trasie DW553
- Toruń (DK80)
- Różankowo (DW552)
- Pigża
- Łubianka (DW546)
- Przeczno
- Dębiny
- Wybcz (DW551)

## Galeria

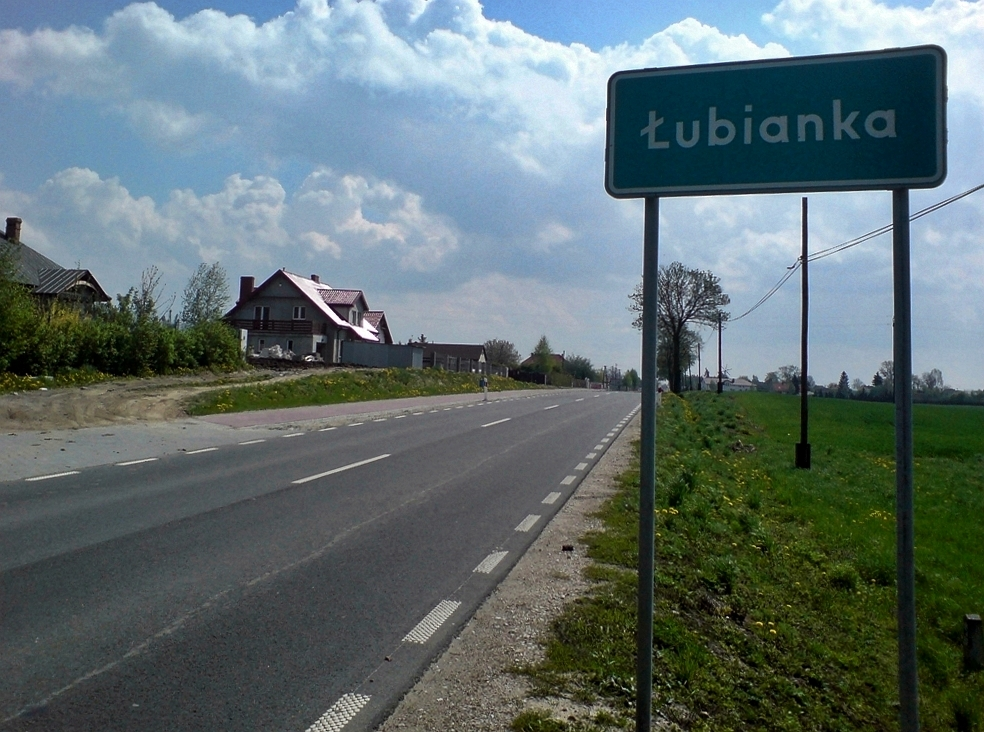
W Łubiance
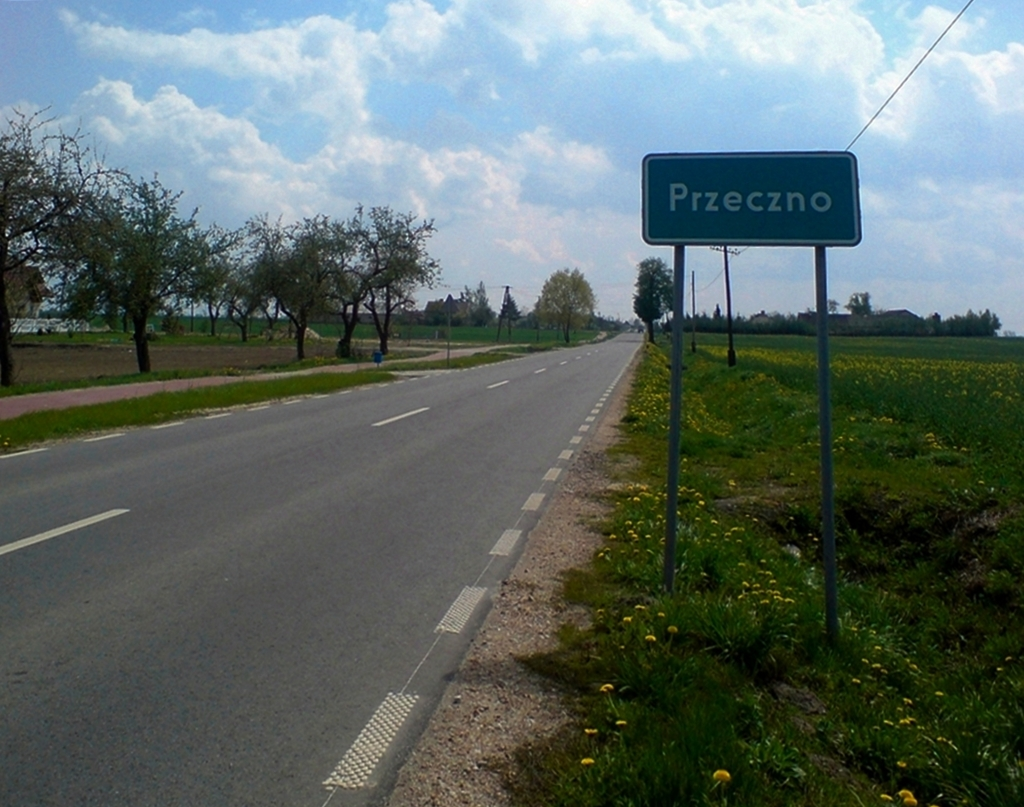
W Przecznie
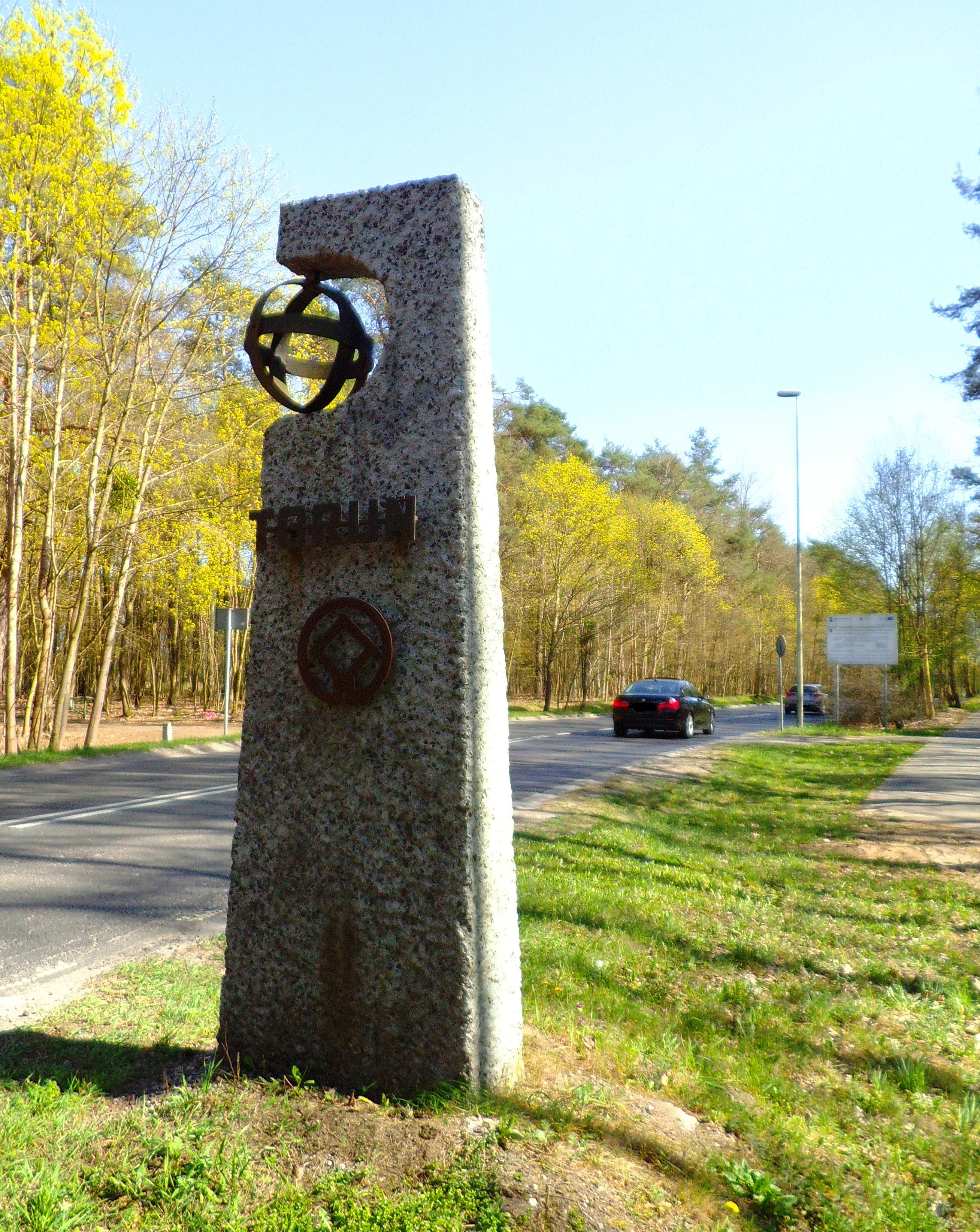
Witacz Torunia z 1973 roku przy drodze nr 553